# Palais de la bibliothèque et des musées nationaux
Le Palais de la bibliothèque et des musées nationaux (en espagnol Palacio de Biblioteca y Museos Nacionales) est un édifice néo-classique situé à Madrid, en Espagne. Il abrite un site de la Bibliothèque nationale d'Espagne et le Musée archéologique national de Madrid.

## Situation
Situé dans le district de Salamanca, l'imposant édifice est délimité par la rue Jorge Juan et la place Colomb au nord, le paseo des Récollets à l'ouest et les rues Villanueva au sud et Serrano à l'est.

## Histoire
La première pierre de l'édifice est posée le 21 avril 1866 par la reine Isabelle II, mais pour des raisons économiques, la construction, sous la direction de l'architecte Francisco Jareño y Alarcón (es), n'avance que lentement. Les travaux s'achèvent en 1892 et trois ans plus tard, les fonds du musée archéologique y sont transférés. La Bibliothèque nationale ouvre ses portes dans ses nouveaux locaux en 1896.

## Numismatique
Le Palais de la bibliothèque et des musées nationaux est représenté sur la pièce de 100 pesetas de 1996.

## Sources
- (es) Cet article est partiellement ou en totalité issu de l’article de Wikipédia en espagnol intitulé « Palacio de Biblioteca y Museos Nacionales » (voir la liste des auteurs).